# Audiosurf
Audiosurf è un videogioco definibile come via di mezzo fra un rompicapo e uno musicale. È stato pubblicato il 15 febbraio 2008 attraverso la piattaforma di distribuzione Steam; con il gioco è inclusa la colonna sonora dei giochi presenti nella compilation The Orange Box della stessa Valve in formato MP3. Audiosurf è il primo titolo che sfrutta il pacchetto di sviluppo Steamworks.

## Gioco
Il gioco, di natura astratta, è composto da dei circuiti simili a montagne russe divisi in tre corsie, che vengono generati (e sincronizzati) a seconda del tempo e dell'intensità di una canzone scelta dall'utente. Nel circuito si devono guidare delle astronavi, con le quali si devono collezionare, toccandoli, dei blocchi colorati. Questi vengono posti (secondo l'ordine in cui vengono raccolti) in una scacchiera posta sotto l'astronave, e quando formano una qualsiasi disposizione di almeno tre blocchi adiacenti dello stesso colore, scompaiono dando al giocatore dei punti; il punteggio finale, che può aumentare ulteriormente tramite dei bonus, può essere messo online insieme a quello di altri giocatori, suddiviso per canzone e difficoltà. Visualmente il gioco è simile, per molti aspetti, alla serie Wipeout.

### Modalità di gioco
Esistono diverse modalità di gioco, ognuna rappresentata da un personaggio dotato di una diversa vettura, e suddivise in tre gruppi di crescente difficoltà.
- Casual Characters (facile)
  - Mono: occorre raccogliere tutti i blocchi colorati, evitando quelli di colore grigio. Esistono due corsie ulteriori, prive di blocchi. C'è un bonus finale del 30% se si evitano tutti i blocchi grigi.
  - Pointman: appaiono blocchi di tre colori diversi; il personaggio ha l'abilità di raccogliere un blocco in arrivo per muoverlo da una corsia all'altra.
  - Double Vision: questa modalità ha quattro corsie e non tre, ed è possibile giocare insieme ad un'altra persona.
- Pro Characters (medio)
  - Mono Pro: simile a Mono, è possibile saltare o raccogliere tutti i blocchi sulle corsie nello stesso momento.
  - Vegas: aspettando nelle corsie aggiuntive, i blocchi raccolti cambiano casualmente ordine nella griglia.
  - Eraser: simile a Pointman, è possibile cancellare dei blocchi in possesso.
  - Pointman Pro: simile a Pointman, tranne il fatto che appaiono blocchi di 4 colori differenti.
  - Pusher: è possibile selezionare la corsia dove riporre i blocchi.
  - Double Vision Pro: simile a Double Vision.
- Elite Characters (difficile)
  - Ninja Mono: simile a Mono, è possibile eliminare i blocchi grigi raccolti per errore, al costo di 777 punti.
  - Eraser Elite: simile a Eraser, ma senza corsie di supporto e senza powerup. Ciò è valido per tutti i personaggi Elite.
  - Pointman Elite: simile a Pointman Pro.
  - Pusher Elite: simile a Pusher.
  - Double Vision Elite: simile a Double Vision.